# شاكيرا مارتن
شاكيرا مارتن (بالإنجليزية: Shakira Martin)‏ هي عارضة جامايكية وأمريكية، ولدت في 1 يونيو 1986 في بروكلين في الولايات المتحدة، وتوفيت في 3 أغسطس 2016 في فورت لودرديل في الولايات المتحدة بسبب فقر الدم المنجلي.